# فينتانيا
فينتانيا بلدية في ولاية بارانا في المنطقة الجنوبية من البرازيل.   